# Wirtschaftswoche
Wirtschaftswoche (en su propia forma de escritura WirtschaftsWoche; WiWo) es una revista económica fundada en 1926 con el nombre Deutscher Volkswirt. Wirtschaft en alemán significa economía y Woche, semana.
Se publica semanalmente y es propiedad de la editorial Verlagsgruppe Handelsblatt. El 6 de marzo de 2006 cambió el día de publicación del jueves al lunes. Los abonados obtienen la revista ya el sábado. La sede de  Wirtschaftswoche se encuentra en Düsseldorf.